# Geōrgios Nikas
Geōrgios Nikas (in greco Γεώργιος Νίκας?; Atene, 17 settembre 1999) è un calciatore greco, centrocampista del Panathīnaïkos.

## Carriera
Ha giocato nella prima divisione greca.

## Statistiche

### Presenze e reti nei club
Statistiche aggiornate al 16 gennaio 2023.
| Stagione        | Squadra         | Campionato      | Campionato | Campionato | Coppe nazionali | Coppe nazionali | Coppe nazionali | Coppe continentali | Coppe continentali | Coppe continentali | Altre coppe | Altre coppe | Altre coppe | Totale | Totale |
| Stagione        | Squadra         | Comp            | Pres       | Reti       | Comp            | Pres            | Reti            | Comp               | Pres               | Reti               | Comp        | Pres        | Reti        | Pres   | Reti   |
| --------------- | --------------- | --------------- | ---------- | ---------- | --------------- | --------------- | --------------- | ------------------ | ------------------ | ------------------ | ----------- | ----------- | ----------- | ------ | ------ |
| 2017-2018       | Levadeiakos     | SL              | 6          | 0          | CG              | 2               | 1               | -                  | -                  | -                  | -           | -           | -           | 8      | 1      |
| 2018-2019       | Levadeiakos     | SL              | 4          | 0          | CG              | 1               | 0               | -                  | -                  | -                  | -           | -           | -           | 5      | 0      |
| 2019-2020       | Levadeiakos     | SL2             | 14         | 1          | CG              | 0               | 0               | -                  | -                  | -                  | -           | -           | -           | 14     | 1      |
| 2020-2021       | Levadeiakos     | SL2             | 26         | 1          | -               | -               | -               | -                  | -                  | -                  | -           | -           | -           | 26     | 1      |
| 2021-2022       | Levadeiakos     | SL2             | 23         | 1          | CG              | 4               | 1               | -                  | -                  | -                  | -           | -           | -           | 27     | 2      |
| 2022-2023       | Levadeiakos     | SL              | 15         | 1          | CG              | 3               | 1               | -                  | -                  | -                  | -           | -           | -           | 18     | 2      |
| Totale carriera | Totale carriera | Totale carriera | 88         | 4          |                 | 10              | 3               |                    | -                  | -                  |             | -           | -           | 98     | 7      |

## Palmarès

### Club

#### Competizioni nazionali
- Souper Ligka Ellada 2: 2

Levadeiakos: 2021-2022,  2023-2024 (girone A)